# Modoaldo
Modoaldo  è un nome proprio di persona italiano maschile.

## Varianti
- Femminili: Modoalda[2]

## Origine e diffusione
Di scarsissima diffusione, deriva dal nome germanico Modoald (o Modowald), composto dagli elementi germanici mod ("mente") e wald ("potere", "dominio").
Va notato che alcune fonti lo indicano invece come variante di Monaldo.

## Onomastico
L'onomastico si festeggia il 12 maggio in onore di san Modoaldo, vescovo di Treviri nel VII secolo.